# 168 Sibylla
168 Sibylla este un asteroid din centura principală, descoperit pe 28 septembrie 1876, de James Watson.